# Slangeneiland

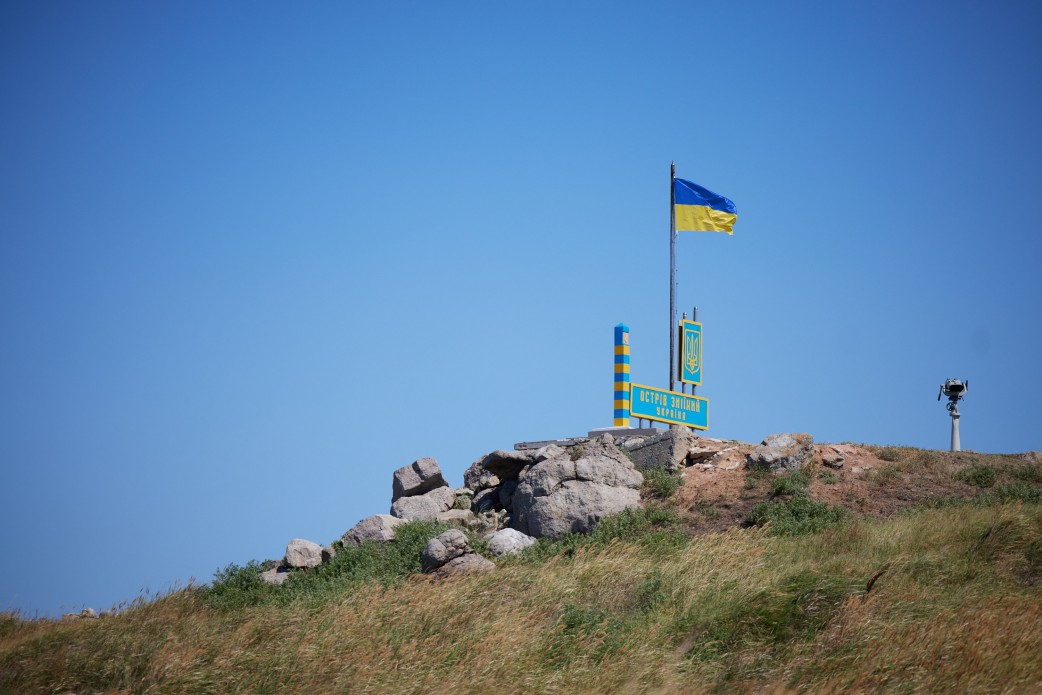
Oekraïense vlag op Slangeneiland (aug. 2021)

Slangeneiland of Eiland Zmiiny (Oekraïens: острів Зміїний - ostriv Zmiyinyy, Roemeens: insula Șerpilor) is een Oekraïens eiland in het westen van de Zwarte Zee, gelegen voor de kusten van Roemenië en Oekraïne. Het maakt deel uit van de oblast Odessa.
Een aanval op het Slangeneiland werd ondernomen door de Russische strijdkrachten tegen die van Oekraïne op 24 februari 2022, aan het begin van de Russische invasie van Oekraïne. De Russische strijdkrachten hadden het eiland voor hen gewonnen.

## Geografie
Het eiland ligt 35 km uit de kust tegenover de monding van de Donau in de Zwarte Zee, ongeveer op de grens van Roemenië en Oekraïne. Slangeneiland heeft een X-vorm en meet 662 m bij 440 m (0,17 km²).
Het hoogste punt is 41 m boven de zeespiegel. Oekraïne is (nog maar net) het dichtstbijzijnde land vanuit Slangeneiland. De dichtstbijzijnde stad is Sulina, in Roemenië, op 45 km afstand en de dichtstbijzijnde Oekraïense stad is Vylkove.

## Bevolking en diensten
Op het eiland wonen ongeveer 100 mensen, van wie de meesten technisch personeel zijn die werken voor de staat en gekomen zijn met hun gezinnen. Sinds 2003 geschiedt er op Slangeneiland permanent wetenschappelijk onderzoek door de Nationale Universiteit van Odessa.
Sinds 2002 is er een helikopterplatform, een pier en is de bouw van een haven begonnen. Op het eiland is er verder een 150 jaar oude vuurtoren en zijn er diensten als een postkantoor, bank (Oekraïense bank "Aval"), een EHBO-post, satelliettelevisie, telefoonnetwerk en internet.

## Geschiedenis

### Oudheid
De eerste vermelding van het eiland is door de Grieken. Zij noemden het Λευκός, Leuce Eiland ("Wit eiland"), dat in het Latijn vertaald werd als Alba. Het onbewoonde "eiland van Achilles" was het heiligdom van de Aecheische held. Er zijn nog Thracische tempels voor Apollon. Volgens een fragment van een verloren gedicht over Trojaanse Oorlog van Arktinos van Milete werden overblijfselen van Achilles en Patroclos door Thetis naar het eiland overgebracht. Een ruïne van een vierkante tempel mogelijk van Achilles van 30 x 30 m werd ontdekt door Kapitein Kritzikly in 1823. Ovidius, die naar Tomis verbannen was, noemt het eiland, evenals Ptolemeus en Strabo. Het eiland wordt beschreven in de Naturalis Historia (boek IV.27.1) van Plinius de Oudere. Verder werden er nog oude inscripties gevonden, waaronder een uit de 4e eeuw v.Chr. van de Griekse kolonie Olbia op de Krim, die het had over de bevrijding van "het heilige eiland" van piraten.

### Moderne geschiedenis
De Grieken herdoopten het eiland Fidonisi, waarnaar de zeeslag bij Fidonisi van 1788 tussen Turken en Russen tijdens de Russisch-Turkse Oorlog (1787-1792) werd genoemd.
In de negentiende eeuw ging het eiland over van Turkije naar het Keizerrijk Rusland.
Tijdens de Russisch-Turkse Oorlog gaf Rusland in 1877 Dobroedzja samen met het eiland aan Roemenië als vergoeding van het innemen van de regio Boedzjak.
Het Verdrag van Parijs in 1947 gaf Noord-Boekovina en Bessarabië aan de Sovjet-Unie maar Slangeneiland werd niet genoemd. Een jaar later dwong de Sovjet-Unie toch de overdracht van het eiland, nadat Russische troepen het eiland bezetten. In datzelfde jaar van de Koude Oorlog bouwde de Sovjet-Unie een radarpost op Slangeneiland. Op 27 februari 1961 werd er in Boekarest bevestigd dat de Sovjet-Unie het eiland mocht behouden. Tussen 1967 en 1987 volgde er een conflict om het eiland. De Roemenen weigerden om 4000 km² van de 6000 km² zee rondom het eiland aan de Sovjet-Unie over te dragen.
Na de val van de Sovjet-Unie nam Oekraïne het bestuur van het eiland over, terwijl Roemenië nog steeds het eiland terugeiste. Sinds de verdragen tussen 1918 en 1920 was Slangeneiland officieel van Roemenië en het verdrag van Parijs in 1947 hield niet in dat de Sovjet-Unie Slangeneiland mocht inlijven.
In 1997 kwam er een einde aan het conflict. Roemenië en Oekraïne tekenden een verdrag waarin de grenzen werden vastgesteld. Daarna sleepte echter nog een langdurig geschil over de eigendom van het continentaal plat. Dit geschil werd voorgelegd aan het Internationaal Gerechtshof dat in februari 2009 uitsprak dat Roemenië 80% van dat continentaal plat krijgt toegewezen. Beide partijen reageerden positief op deze uitspraak.

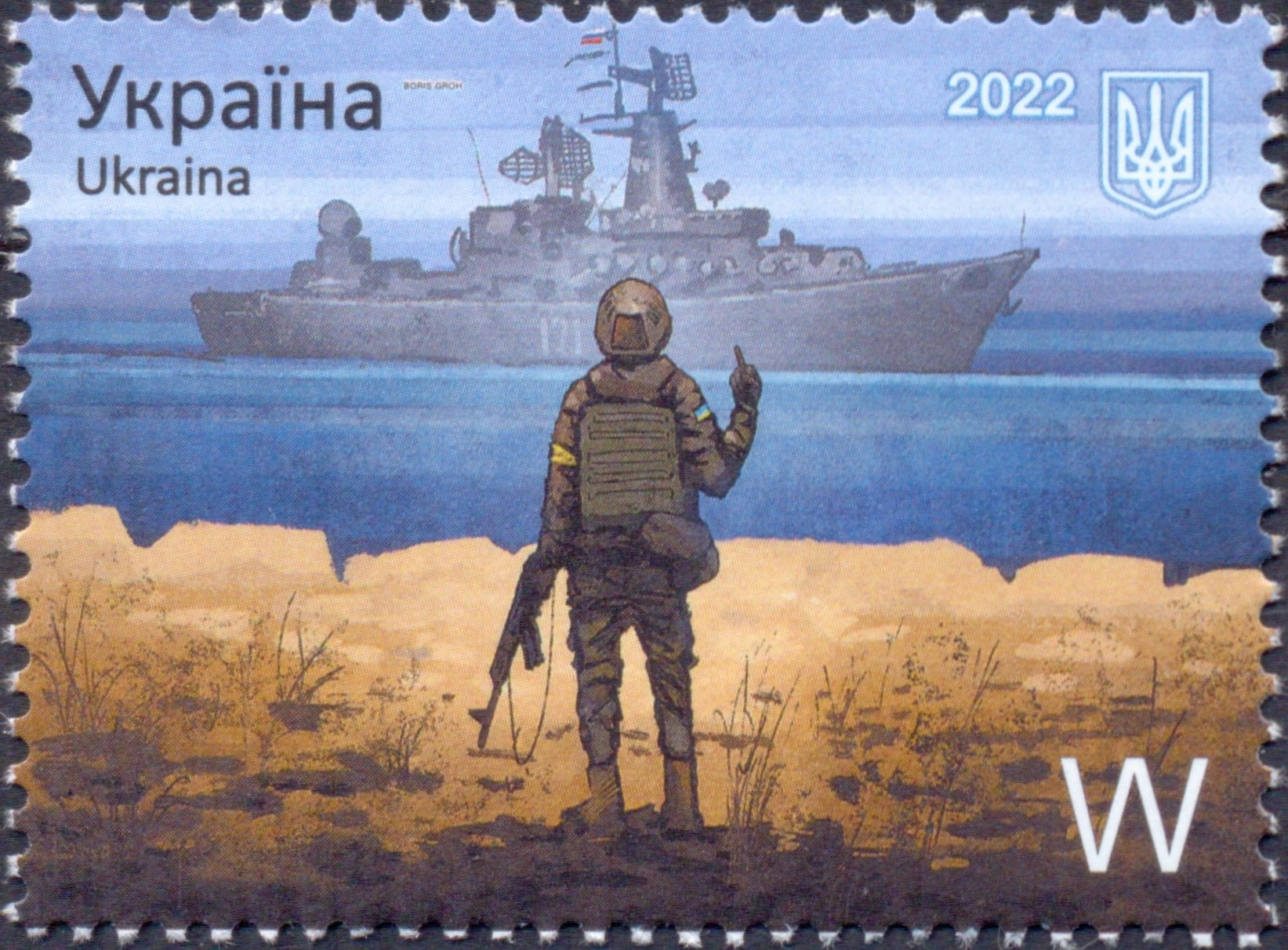
Oekraïense postzegel waarop een verdediger van Slangeneiland een middelvinger opsteekt tegen het Russische schip 'Moskva'.

Op 25 februari 2022, aan het begin van de Russische invasie van Oekraïne, kreeg het eiland internationale bekendheid. De 13 aanwezige Oekraïense militairen werden door het Russisch oorlogsschip Moskva gevraagd zich over te geven. Oorspronkelijke informatie van Oekraïense zijde gaf aan dat ze, nadat dit geweigerd werd door de boodschap te zenden Russisch oorlogsschip, val dood, gedood werden. President Zelensky riep hen uit tot Held van Oekraïne. Nadat het incident wereldwijde aandacht verkregen had meldde de Oekraïense marine op 28 februari dat de 13 soldaten toch nog in leven zijn. Op 27 maart kwamen de soldaten vrij na een gevangenenruil. Het incident wordt sinds 12 april door een postzegel herdacht.